# Yoshiyuki Asai
Yoshiyuki Asai (浅井 義之 Asai Yoshiyuki?) es un director de anime japonés. Es conocido por dirigir el anime del 2015, Charlotte. Asai también apareció como invitado en el Anime Festival Asia 2015.

## Trabajos

### Series de televisión
Destaca papeles con funciones de dirección de series.
     Destaca papeles con funciones de asistente de dirección o supervisión.
| Año  | Título                               | Director(es)       | Estudio                | Funciones | Refs.  |
| ---- | ------------------------------------ | ------------------ | ---------------------- | --- | ------ |
| 2000 | Seikai no Senki                      | Yasuchika Nagaoka  | Sunrise                | Animador clave (#7)                                                                                                | [ 3 ]  |
| 2005 | Aa! Megami-sama                      | Hiroaki Gōda       | AIC                    | Director de episodios (#5, 11, 16, 22) Guionista gráfico (#11, 16, 22)                                             | [ 4 ]  |
| 2006 | Aa! Megami-sama! Sorezore no Tsubasa | Hiroaki Gōda       | AIC                    | Director de episodios (#5, 12, 19) Guionista gráfico (#12, 19)                                                     | [ 5 ]  |
| 2006 | Aria: The Natural                    | Jun'ichi Satō      | Hal Film Maker         | Director de episodio (#5)                                                                                          | [ 6 ]  |
| 2008 | True Tears                           | Junji Nishimura    | P.A. Works             | Director de episodios (#3, 6, 10)                                                                                  | [ 7 ]  |
| 2008 | Soul Eater                           | Takuya Igarashi    | Bones                  | Director de episodios (#12, 19, 26, 33) Guionista gráfico (#26)                                                    | [ 8 ]  |
| 2009 | Canaan                               | Masahiro Andō      | P.A. Works             | Director de episodios (#2, 6, 10)                                                                                  | [ 9 ]  |
| 2009 | Fairy Tail                           | Shinji Ishihira    | Satelight A-1 Pictures | Director de episodios (#7, 16, 25) Guionista gráfico (#16, 25, 41, 94, 106, 114, 126, 131)                         | [ 10 ] |
| 2010 | Angel Beats                          | Seiji Kishi        | P.A. Works             | Guion gráfico (#5)                                                                                                 | [ 11 ] |
| 2010 | Star Driver: Kagayaki no Takuto      | Takuya Igarashi    | Bones                  | Director de episodios (#1, 15, 18 segmento de karaoke, 24) Director asistente                                      | [ 12 ] |
| 2011 | Un-Go                                | Seiji Mizushima    | Bones                  | Director de episodio (#1)                                                                                          | [ 13 ] |
| 2012 | Tari Tari                            | Masakazu Hashimoto | P.A. Works             | Director de episodios (#5, 10) Guionista gráfico (#5, 11)                                                          | [ 14 ] |
| 2012 | Zetsuen no Tempest                   | Masahiro Andō      | Bones                  | Director de episodios (#2, 7, 16, 21) Guionista gráfico (#6, 16)                                                   | [ 15 ] |
| 2013 | Nagi no Asukara                      | Toshiya Shinohara  | P.A. Works             | Director de episodio (#1) Guionista gráfico (#3, 7)                                                                | [ 16 ] |
| 2014 | Captain Earth                        | Takuya Igarashi    | Bones                  | Director de episodios (#1, 8, 16, 24)                                                                              | [ 17 ] |
| 2015 | Charlotte                            | Yoshiyuki Asai     | P.A. Works             | Director de la serie Director de episodios (#1, 13) Guion gráfico (#1-2, 8, 10, 13; ED2) Director de unidad (#ED2) | [ 2 ]  |
| 2016 | Bungō Stray Dogs                     | Takuya Igarashi    | Bones                  | Director de episodio (#6)                                                                                          | [ 18 ] |
| 2016 | Rewrite                              | Tenshō             | 8-Bit                  | Guionista gráfico (#4)                                                                                             | [ 19 ] |
| 2016 | Bungō Stray Dogs 2                   | Takuya Igarashi    | Bones                  | Director de episodios (#1, 4) Guionista gráfico (#7)                                                               | [ 20 ] |
| 2017 | Fate/Apocrypha                       | Yoshiyuki Asai     | A-1 Pictures           | Director Director de episodios (#1, 25) Guionista gráfico (#1-2, 7, 12, 25)                                        | [ 21 ] |
| 2018 | Irozuku Sekai no Ashita kara         | Toshiya Shinohara  | P.A. Works             | Director de episodios (#1, 5, 12) Guionista gráfico (#5, 12) Director de unidad de animación (#OP)                 | [ 22 ] |
| 2019 | Bungō Stray Dogs 3                   | Takuya Igarashi    | Bones                  | Director de episodio (#6) Guionista gráfico (#6, 8, 11)                                                            | [ 23 ] |
| 2020 | Kami-sama ni Natta Hi                | Yoshiyuki Asai     | P.A. Works             | Director Guionista gráfico (#1-2, 7, 12)                                                                           | [ 24 ] |
| 2021 | Vanitas no Carte                     | Tomoyuki Itamura   | Bones                  | Guionista gráfico (#10)                                                                                            | [ 25 ] |
| 2021 | Shiroi Suna no Aquatope              | Toshiya Shinohara  | P.A. Works             | Guionista gráfico (#11)                                                                                            | [ 26 ] |
| 2023 | Bungō Stray Dogs 4                   | Takuya Igarashi    | Bones                  | Guionista gráfico (#4, 6-7)                                                                                        | [ 27 ] |
| 2023 | Buddy Daddies                        | Yoshiyuki Asai     | P.A. Works             | Director Director de episodio (#8) Guionista gráfico (#1-3, 12)                                                    | [ 28 ] |
| 2023 | Bungō Stray Dogs 5                   | Takuya Igarashi    | Bones                  | Guionista gráfico (#11)                                                                                            | [ 29 ] |
| 2024 | Bucchigiri?!                         | Hiroko Utsumi      | MAPPA                  | Guionista gráfico (#5, 12)                                                                                         | [ 30 ] |

### Películas
| Año  | Título                               | Director(es)      | Estudio | Funciones       | Refs.  |
| ---- | ------------------------------------ | ----------------- | ------- | --------------- | ------ |
| 2001 | InuYasha Movie 1: Toki wo Koeru Omoi | Toshiya Shinohara | Sunrise | Animación clave | [ 31 ] |